# Août secours alimentaire
Pour les articles homonymes, voir Août (homonymie).
Août secours alimentaire est une association française qui procure de la nourriture et de l'aide aux démunis en Île-de-France, au mois d'août, prenant le relais des associations habituelles d'aide alimentaire.

## Historique
L'association « Août secours alimentaire » est créée en 1994 par Pierre Lanne,. Depuis, tous les ans, elle vient en aide aux plus démunis en région parisienne pendant la période estivale, lorsque les autres associations d'aide alimentaire sont fermées. Ces associations, entre 80 selon FR3 et 150 selon La Croix, donnent mandat à « Août secours alimentaire » pour prendre leur relais et assurer la distribution alimentaire en été,.
Les besoins augmentent chaque année. Le nombre des repas distribués est de 450 000 en 2009, en hausse de 25 % par rapport à 2008. Il prévu supérieur à 500 000 en 2010, 600 000 en 2013 et 700 000 en 2018. 
Le nombre de points de distribution augmente également, s'élargissant notamment à Pantin et Aubervilliers en Seine-Saint-Denis, à Créteil et Villejuif en Val-de-Marne, et à Colombes dans les Hauts-de-Seine. Il y a ainsi huit points de distribution en 2018.
Les bénéficiaires sont plus nombreux, leur profil évolue,. Il y a encore beaucoup de sans-abri, mais il y a en plus un nombre croissant d'autres personnes de peu de ressources : des retraités aux fins de mois difficiles, des étudiants, des mères isolées avec enfants.
Les bénévoles ont des profils très divers. Ils s'efforcent d'offrir un accueil soigné et personnalisé aux bénéficiaires. L'aide alimentaire est différenciée selon que les bénéficiaires ont la possibilité ou non de cuisiner leurs repas. 
Des prestations diverses sont offertes, en plus de la nourriture. À Pantin par exemple, l'aide est assurée par la Société de Saint-Vincent-de-Paul, qui propose aussi des ateliers, des spectacles, des jeux. L'association Août secours alimentaire se charge des quatre points de distribution situés à Paris, les autres, en proche banlieue, sont confiés à des associations, qui recherchent le local et recrutent les bénévoles. L'approvisionnement est géré par Août secours alimentaire.
Le financement est problématique. La Banque alimentaire, la Mairie de Paris et la Fondation Notre-Dame procurent des aides, mais qui sont loin de permettre de boucler le budget. Plus de la moitié des recettes proviennent de particuliers, mais ce sont des ressources par nature irrégulières.
En août 2021, l'association continue à distribuer vivres et repas trois jours par semaine. La hausse du nombre de bénéficiaires est estimée à 14 % pour 2021.